# Vrelo Bune
Vrelo Bune är en källa i Bosnien och Hercegovina.   Den ligger i entiteten Federationen Bosnien och Hercegovina, i den södra delen av landet, 80 km sydväst om huvudstaden Sarajevo. Vrelo Bune ligger 56 meter över havet.
Terrängen runt Vrelo Bune är huvudsakligen lite bergig. Vrelo Bune ligger nere i en dal. Runt Vrelo Bune är det ganska tätbefolkat, med 93 invånare per kvadratkilometer.. Närmaste större samhälle är Mostar, 12,3 km nordväst om Vrelo Bune. 
Trakten runt Vrelo Bune består i huvudsak av gräsmarker.